# Gorraiz
Gorraiz (Gorraitz en euskera) es una localidad española de la Comunidad Foral de Navarra perteneciente al municipio del Valle de Egüés. Está situado en la merindad de Sangüesa, en la Cuenca de Pamplona y a 6,1 km de la capital de la comunidad, Pamplona, formando parte de su área metropolitana. Su población en 2014 era de 3709 habitantes (INE).

## Toponimia
Algunos autores sugieren que el nombre, de claro origen vascuence, proviene de las palabras gogorra (fuerte) y aizea (viento). Esto se puede corresponder con el clima del lugar, en el que efectivamente son frecuentes los vientos fuertes. Por otro lado, puede tratarse de la unión de las palabras “gorri” (rojo) y “aitz/haitz” (peña, roca o monte). En este segundo caso, estaría describiendo una toponimia similar a la del cercano Mendillorri (traducido como monte rojo, también). El sufijo “-aitz” (peña, monte), además, coincide con el monte Malkaitz que está justo detrás de Gorraitz.
El término geográfico estaba atravesado por un Camino Real (de aquí el nombre de una de las calles).
Otra de las rutas principales conducía al monte Malkaiz, perteneciente a la localidad de Ardanaz.

## Geografía física

### Situación
La localidad se encuentra situada en la parte occidental del valle de Egüés a unos 6 km del centro de Pamplona en dirección noreste. Su  término limita al norte con el concejo de Egüés, al sur con el de Sarriguren, al este con el de Olaz y al oeste con el de Ardanaz.

## Historia

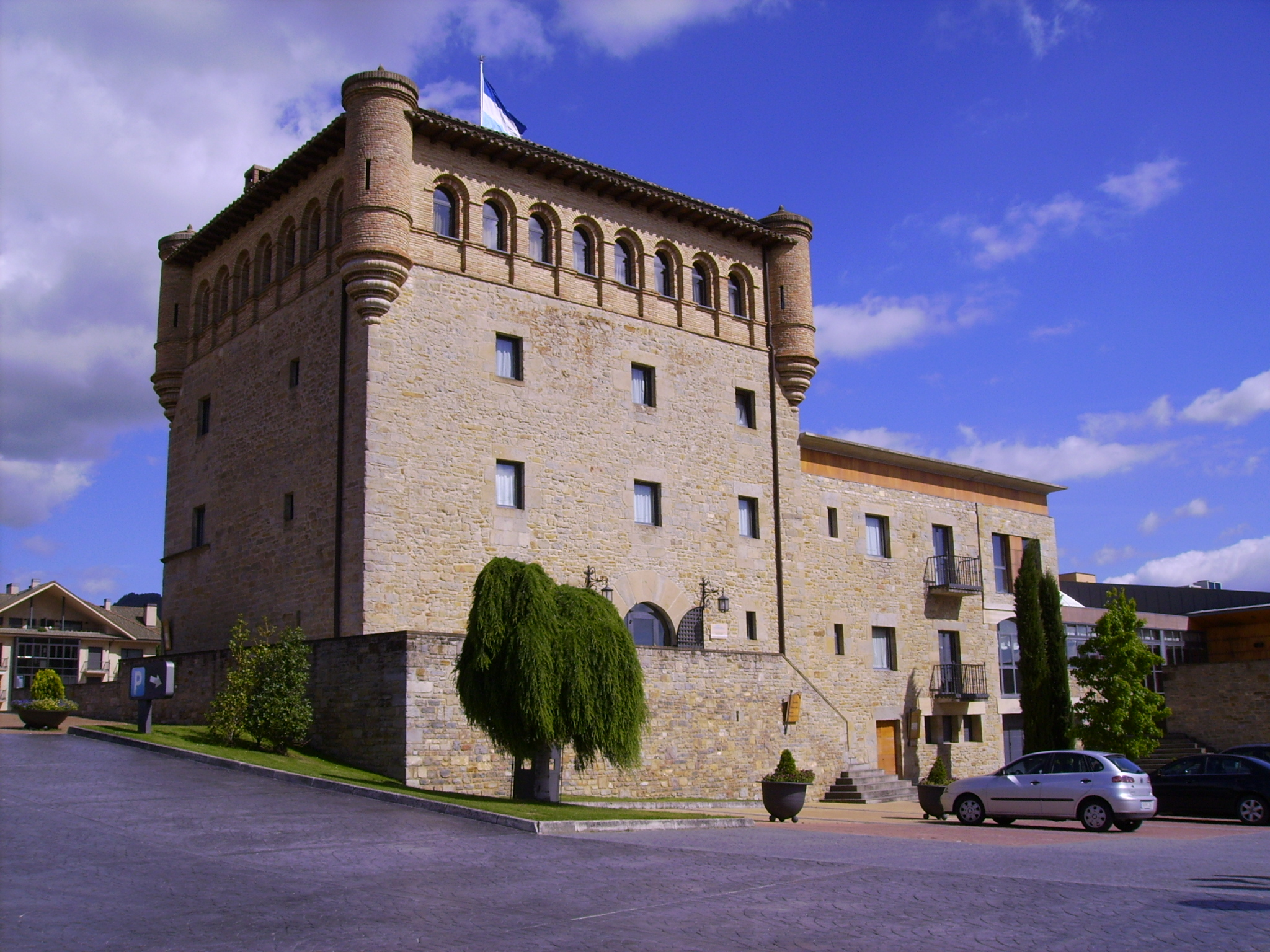
Castillo de Gorraiz

En 1558 Lancelot de Gorraiz recluta 80 hombres de Egüés para atacar San Juan de Luz, los cuales, junto con otros navarros y guipuzcoanos terminan quemando un conjunto de barcos.
La casa palacio Gorraiz tuvo una cierta importancia estratégica en la defensa de Pamplona desde el este, junto con el fuerte que existía en el monte Miravalles en el término municipal de Huarte.
En 1845 Gorraiz era una población con seis casas, una iglesia (la de San Esteban), un palacio antiguo de nobles (probablemente el de Lancelot de Gorraiz) y un cementerio anexo a la iglesia.
Vivían de una cantera, cultivos de trigo, maíz, patatas y legumbres. El ganado era lanar, vacuno y caballar.
En 1993 comienza la construcción de la Urbanización Gorraiz, con el club de golf Gorraiz.

## Demografía

### Evolución de la población
| Gráfica de evolución demográfica de Gorraiz entre 2000 y 2023 |
|                                                               |
| Datos según el nomenclátor publicado por el INE.              |

## Monumentos y lugares de interés

### Casa Palacio de Gorraiz
Data del siglo XVI. Hoy día muy modificada para ser convertida en un restaurante.

### Iglesia de San Esteban

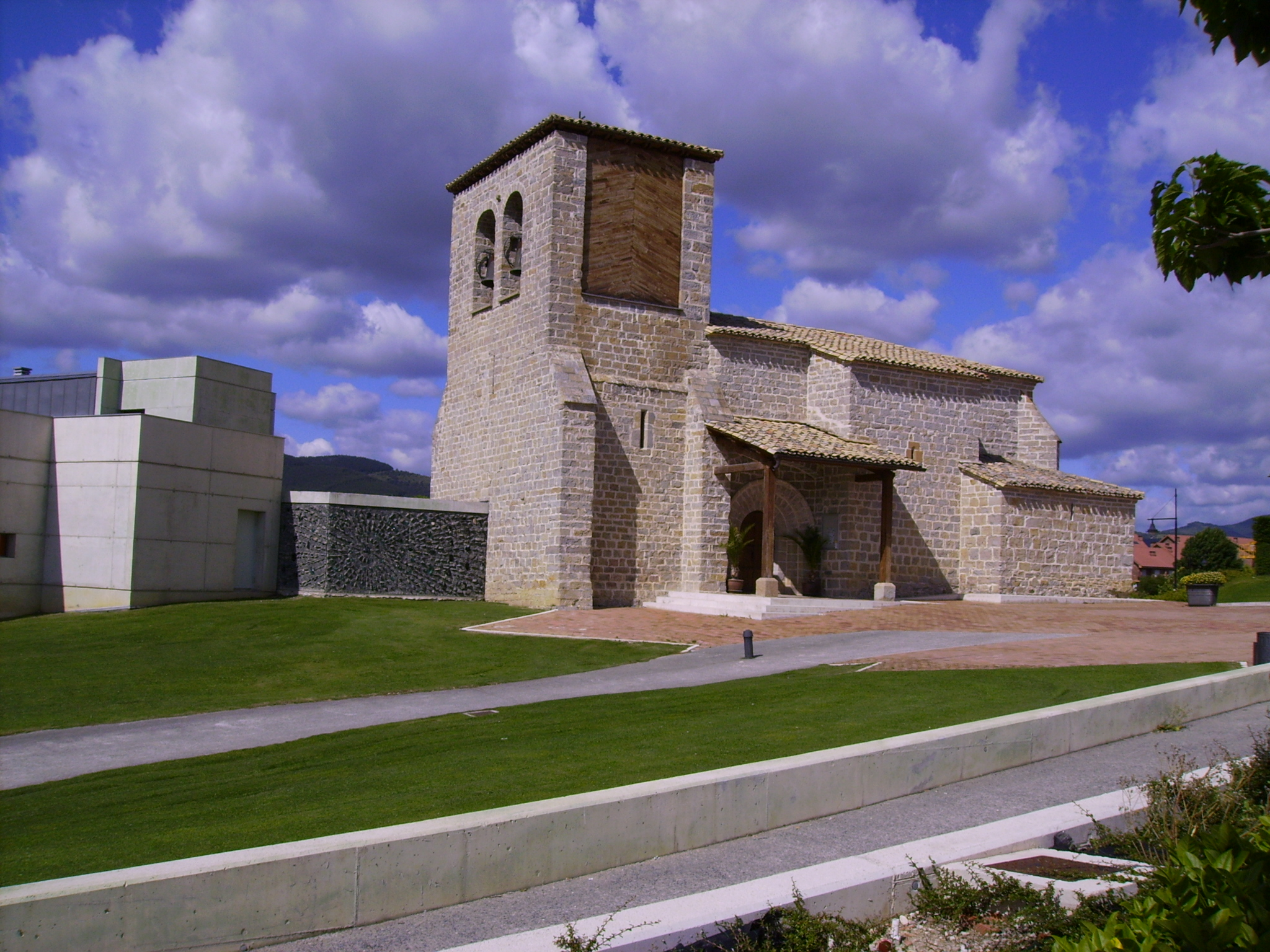
Iglesia de San Esteban de Gorraiz

Probablemente la más deteriorada del Valle. 
No obstante, se ha hecho una restauración inteligente y funcional de manera que se mantiene abierta al culto y se ha aprovechado todo lo posible.

### Otros lugares
Numerosas casas particulares, más o menos visibles, han sido acreedoras de premios de arquitectura moderna ya que un gran número de arquitectos tanto locales como venidos de otros lugares han recibido el encargo de diseñar casas en esta localidad.

## Transporte y comunicaciones

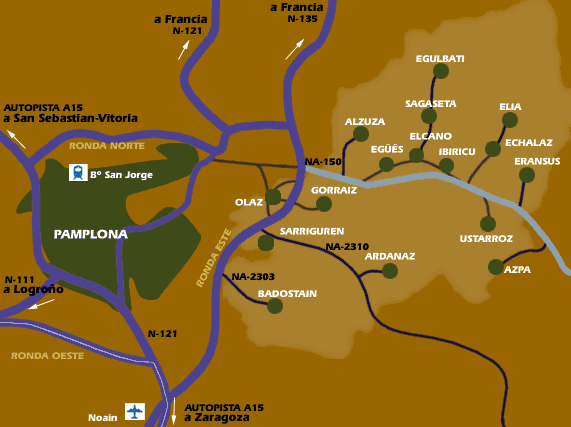
Mapa con la ubicación de Gorráiz en su entorno.

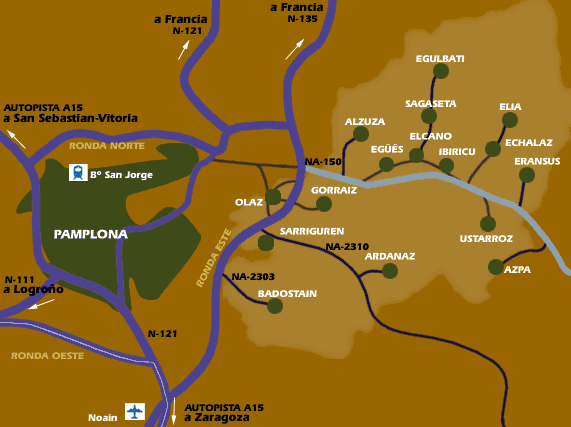
Mapa con la ubicación de Gorráiz en su entorno.

### Transporte urbano
Las línea 20 del Transporte Urbano Comarcal de Pamplona (TUC) comunica la localidad con el centro de Pamplona en horario diurno y la línea N5 en horario nocturno.
| Eskualdeko Hiri Garraioa/Transporte Urbano Comarcal |       |                                  |
| Inicio                                              | Línea | Fin                              |
| Bianako Printzea/Príncipe de Viana                  | 20    | Gorraitz/Gorraiz                 |
| Nafarroako Gorteak/Cortes de Navarra                | N5    | Uharte/Huarte - Gorraitz/Gorraiz |
| Taxi Iruñerria                                      |       |                                  |
| Zona                                                | A     | A                                |
| Estaciones                                          |       |                                  |